# Stanowec
Stanowec (bułg. Становец) – wieś w Bułgarii, w obwodzie Szumen, w gminie Chitrino. W 2024 roku liczyła 21 mieszkańców.